# کیسی افلک
کالب کیسی مک گوائیر افلک-بالدت (به انگلیسی: Caleb Casey McGuire Affleck-Boldt) (زاده ۱۲ اوت ۱۹۷۵) بازیگر، نویسنده، کارگردان و تهیه‌کننده آمریکایی است.
از نقش‌های معروف او می‌توان به فیلم‌های منچستر کنار دریا  و ترور جسی جیمز به‌وسیله رابرت فورد بزدل اشاره کرد. او برای بازی‌اش در منچستر کنار دریا برنده جایزه اسکار بهترین بازیگر نقش اول مرد شد؛ افلک برای همین فیلم برندهٔ جایزهٔ گلدن گلوب بازیگر نقش اصلی مرد فیلم درام و جایزه بفتای بهترین بازیگر نقش اول مرد در فیلم درام شد. او همچنین در سال ۲۰۰۸ به خاطر بازی درخشانش در فیلم ترور جسی جیمز به‌وسیله رابرت فورد بزدل نامزد جایزه اسکار بهترین بازیگر نقش مکمل مرد و نامزد جایزه گلدن گلوب بهترین بازیگر نقش مکمل مرد فیلم درام شده بود.
افلک بازیگری را به صورت حرفه ای از سال ۱٩٩۵ در فیلم به خاطرش مردن به کارگردانی گاس ون سنت به همراه نیکول کیدمن و واکین فینیکس آغاز کرد. از دیگر نقش‌های موفق او فیلم رفته عزیزم رفته به کارگردانی برادرش بن افلک می‌باشد.
کیسی افلک در اولین تجربه کارگردانیش مستند من هنوز اینجا هستم (٢۰۱۰) را دربارهٔ واکین فینیکس، برادر همسر سابقش، کارگردانی کرده‌است. دومین فیلم افلک در مقام نویسنده و کارگردان فیلم نور زندگی من (٢۰۱٩) است.

## زندگی

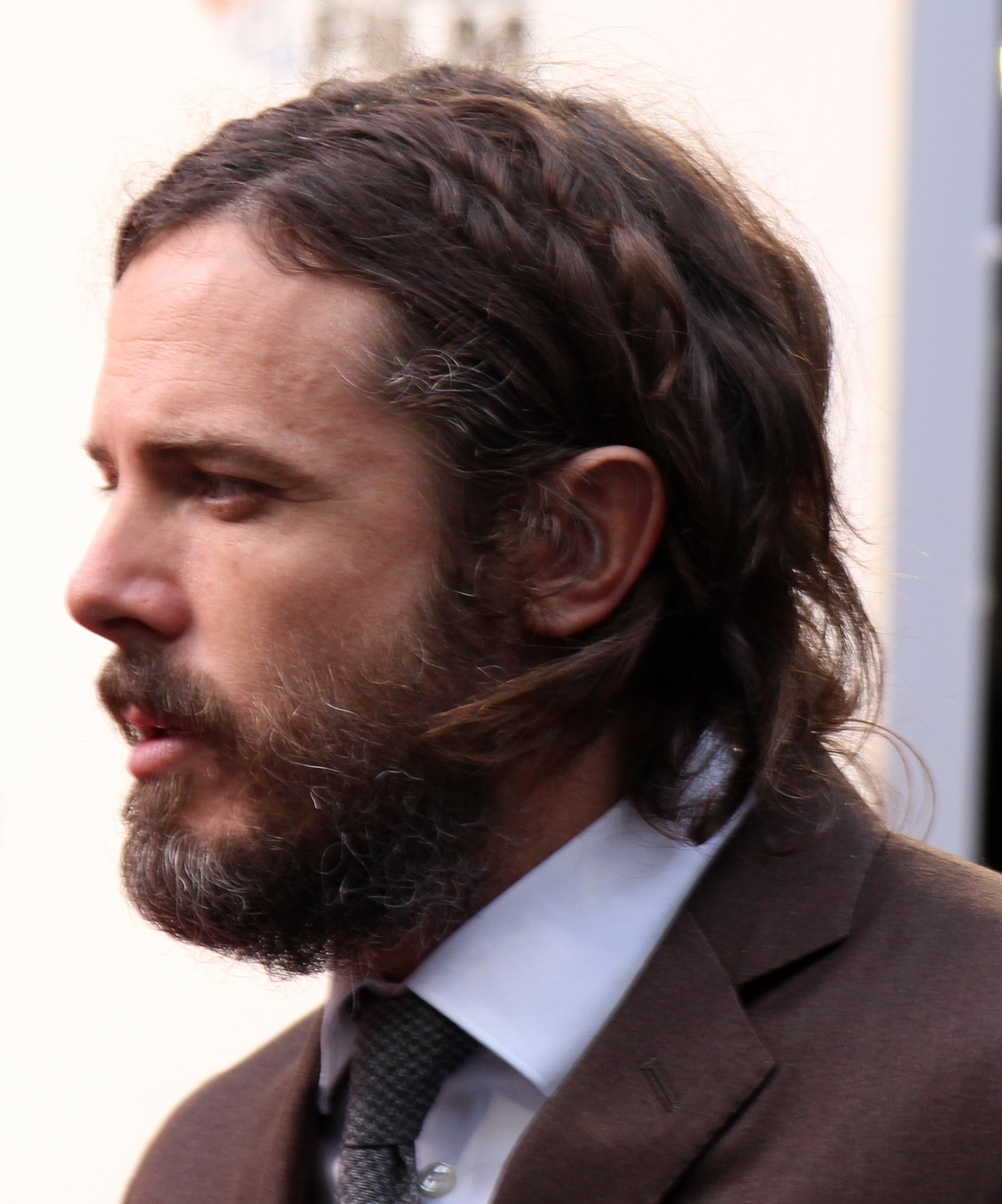
کیسی افلک در سال ۲۰۱۶

کیسی افلک در ماساچوست آمریکا متولد شد. زمانی که او هشت ساله بود مادرش تصمیم گرفت به دلیل اعتیاد شدید همسرش به الکل از او جدا شود. با اینحال پس از این اتفاق پدر افلک به یک مرکز بازپروری رفت و توانست اعتیادش را ترک کرده و دوباره ارتباط مناسبی با خانواده برقرار نماید. او در دوران تحصیل و در مقطع دبیرستان به شدت تحت تأثیر معلم نمایش خود قرار گرفت. کیسی در سن ۱۸ سالگی به لس آنجلس رفت تا حرفهٔ بازیگری‌اش را آغاز کند. درآنجا با مت دیمن، دوست دوران بچگی‌اش و برادرش بن زندگی می‌کرد. با اینحال بعد از مدتی به واشینگتن رفت و در دانشگاه جرج واشینگتن مدت کوتاهی در رشته‌های حقوق سیاسی و فلسفه به تحصیل پرداخت اما بدون دریافت مدرکی از دانشگاه انصراف داد. سپس دو سال در رشته فیزیک نجوم‌شناسی در دانشگاه کلمبیا تحصیل کرد ولی درسش را ناتمام گذاشت تا به حرفهٔ بازیگری‌اش ادامه دهد.
او در مارس ۲۰۱۶ بعد از ده سال از سامر فینیکس جدا شد و از او صاحب دو فرزند است. او همچنین بیش از بیست سال هست که وگان می‌باشد و عضو جنبش مدافع حقوق حیوانات است.
در سال ۲۰۱۰ دو نفر از همکاران سابقش بعد از فیلمبرداری مستند من هنوز اینجا هستم علیه او شکایاتی، شامل آزار جنسی کلامی و مشابه در زمان کار با او، ترتیب دادند ولی او این اتهامات را رد کرد و قصد آن‌ها را ایجاد مشکلات برای او به دلیل اختلافات کاری و مالی دانست. مدتی بعد با سازش طرفین در خارج از دادگاه شکایات به اتمام رسید. این اخبار در اواخر سال ۲۰۱۶، بار دیگر بعد از اینکه احتمال جایزه اسکار او برای بازیگر نقش اول مرد در منچستر کنار دریا بالا گرفت، مطرح شد و برخی از تبعیض نژادی در هالیوود با یادآوری رفتار هالیوود با نیت پارکر که سال‌ها پیش متهم به تجاوز جنسی بوده و پوشش نامنصفانهٔ این خبر توسط رسانه‌های هالیوود شانس دستیابی او به اسکار را از بین برده‌است، نام می‌برند.

## فیلم‌شناسی
| سال  | نام فیلم                              | توضیحات                                                           |
| ---- | ------------------------------------- | ----------------------------------------------------------------- |
| ۱٩٩۵ | به خاطرش مردن                         |                                                                   |
| ۱٩٩۶ | مسابقه با خورشید                      |                                                                   |
| ۱٩٩٧ | به دنبال ایمی                         |                                                                   |
| ۱٩٩٧ | ویل هانتینگ نابغه                     |                                                                   |
| ۱٩٩٨ | آبی بیابان                            |                                                                   |
| ۱٩٩٩ | ۲۰۰ سیگار                             |                                                                   |
| ۱٩٩٩ | پای آمریکایی                          |                                                                   |
| ۱٩٩٩ | شناور                                 |                                                                   |
| ٢۰۰۰ | غرق شدن مونا                          |                                                                   |
| ٢۰۰۰ | متعهد                                 |                                                                   |
| ٢۰۰۰ | هملت                                  |                                                                   |
| ٢۰۰۰ | خریداران توجه                         |                                                                   |
| ٢۰۰۱ | یازده یار اوشن                        |                                                                   |
| ٢۰۰۱ | پای آمریکایی ۲                        |                                                                   |
| ٢۰۰۱ | بازماندگان روح                        |                                                                   |
| ٢۰۰٢ | جری                                   | بازیگر و نویسنده به همراه مت دیمون                                |
| ٢۰۰۴ | دوازده یار اوشن                       |                                                                   |
| ٢۰۰۵ | تنهایی جیم                            |                                                                   |
| ٢۰۰۶ | آخرین بوسه                            |                                                                   |
| ٢۰۰٧ | سیزده یار اوشن                        |                                                                   |
| ٢۰۰٧ | ترور جسی جیمز به‌وسیله رابرت فورد بزدل | نامزد اسکار و گلدن گلوب بهترین بازیگر نقش مکمل مرد                |
| ٢۰۰٧ | رفته عزیزم رفته                       |                                                                   |
| ٢۰۱۰ | قاتل درون من                          |                                                                   |
| ٢۰۱۰ | من هنوز اینجا هستم                    | کارگردان و نویسنده، برنده جایزه بایوگرافیلم جشنواره فیلم ونیز     |
| ٢۰۱۱ | سرقت از برج                           |                                                                   |
| ٢۰۱٢ | پارانورمن                             | صداپیشه                                                           |
| ٢۰۱٣ | آن‌ها بی‌گناهند                         |                                                                   |
| ٢۰۱٣ | خارج از کوره                          | نامزد بهترین بازیگر مکمل مرد جوایز ستلایت                         |
| ٢۰۱۴ | میان ستاره‌ای                          |                                                                   |
| ٢۰۱۶ | بهترین ساعات                          |                                                                   |
| ٢۰۱۶ | تریپل ناین                            |                                                                   |
| ٢۰۱۶ | منچستر بای د سی                       | برنده جایزه بهترین بازیگر نقش اول مرد اسکار، گلدن گلوب، بفتا و... |
| ٢۰۱٧ | داستان یک روح                         |                                                                   |
| ٢۰۱٨ | پیرمرد و تفنگ                         |                                                                   |
| ٢۰۱٩ | نور زندگی من                          | بازیگر، نویسنده و کارگردان                                        |
| ۲۰۱۹ | دوست ما                               |                                                                   |
| ۲۰۲۰ | دنیای پیش رو                          | بازیگر و تهیه‌کننده                                                |
| ۲۰۲۱ | هر نفسی که میکشی                      |                                                                   |
| ۲۰۲۳ | اوپنهایمر                             |                                                                   |